# Deborah Birx

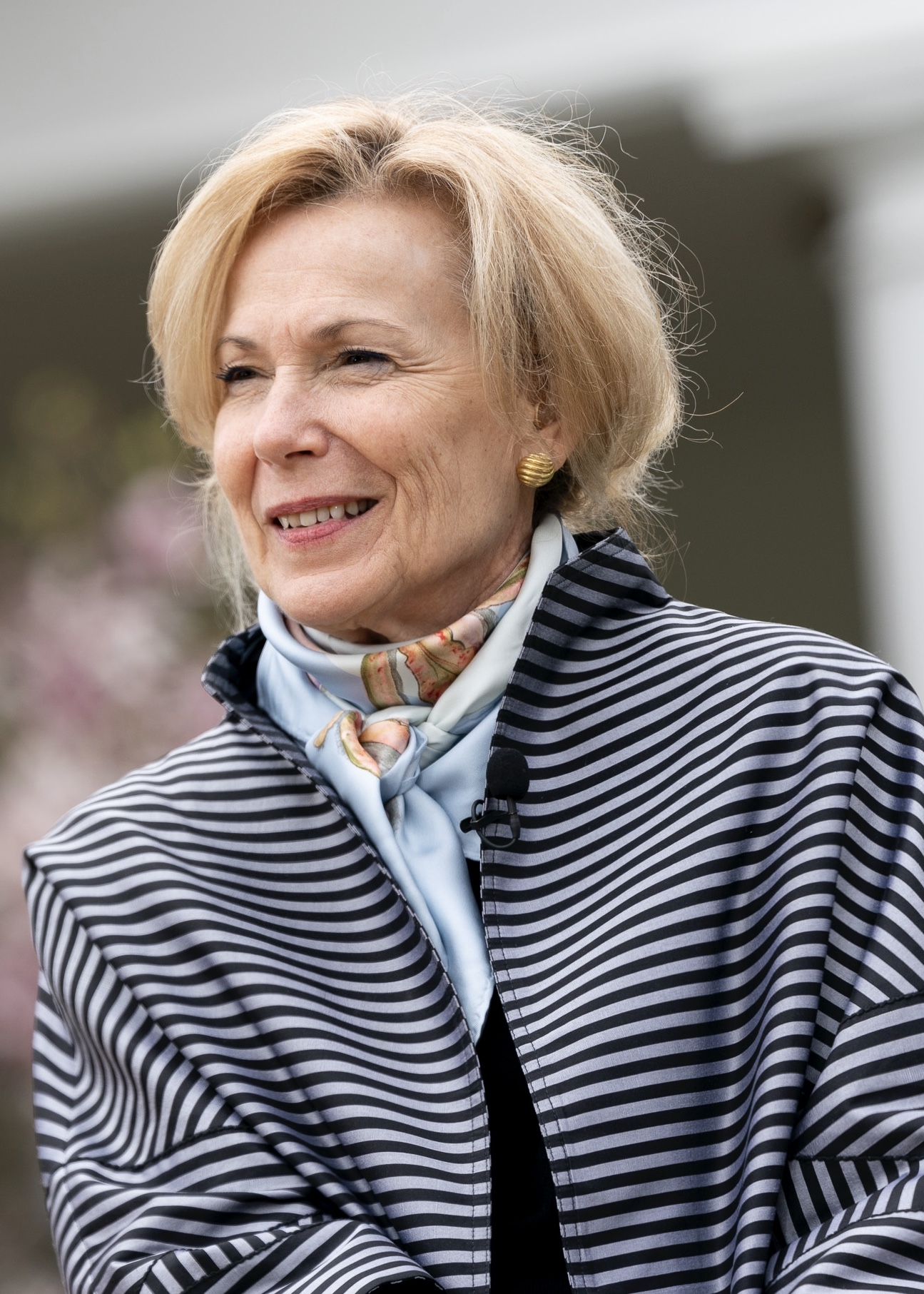
Deborah Birx im März 2020

Deborah Leah Birx (* 4. April 1956 in Pennsylvania, USA) ist eine amerikanische Ärztin mit den Schwerpunkten auf HIV/AIDS-Immunologie, Impfstoffforschung sowie globales Gesundheitswesen.
Bekanntheit auch außerhalb der Vereinigten Staaten erreichte sie während der COVID-19-Pandemie in den Vereinigten Staaten als White House Coronavirus Response Coordinator von Donald Trump.

## Werdegang

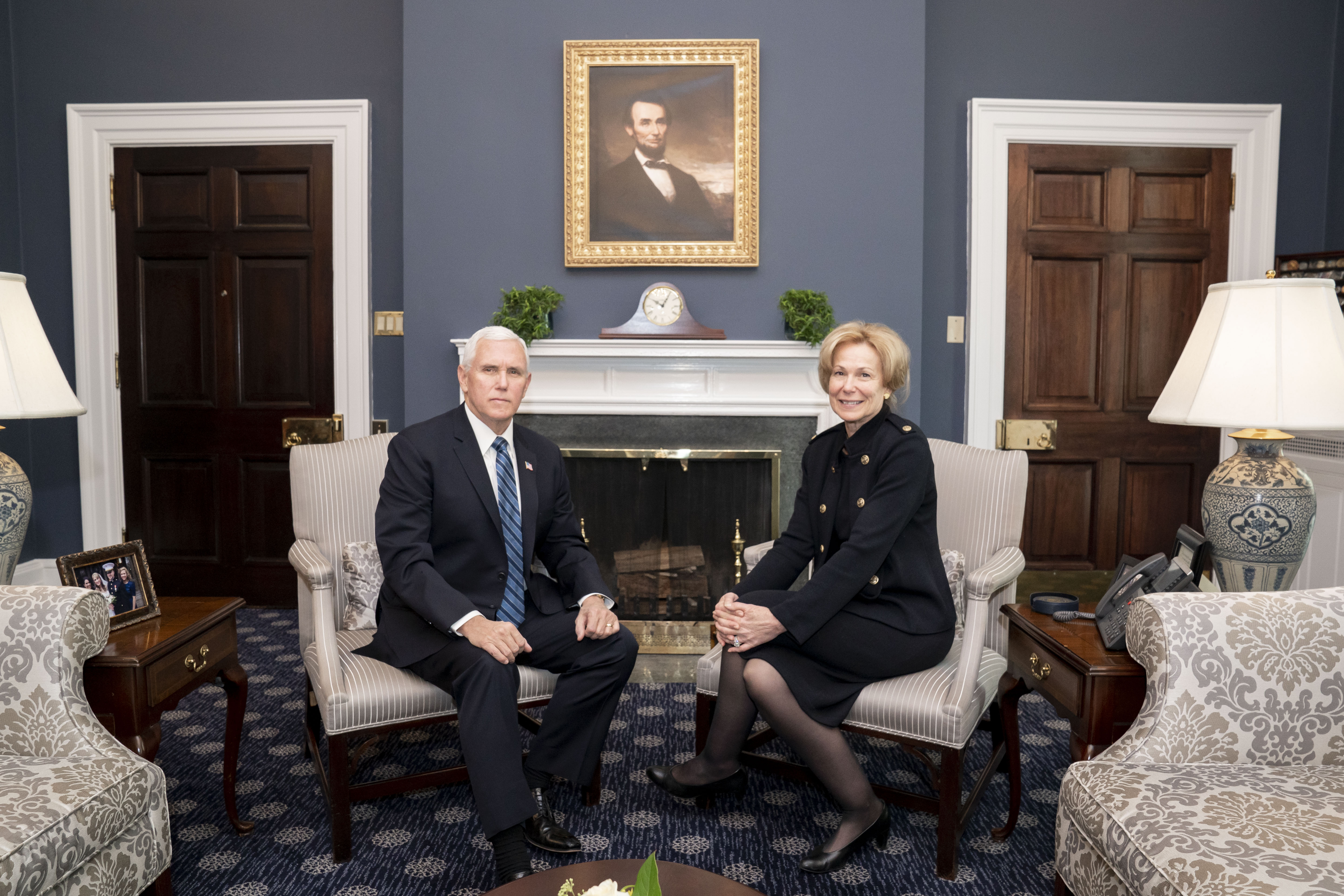
Deborah Birx mit Vizepräsident Mike Pence im März 2020

1976 schloss Birx einen Bachelor of Science in Chemie am Houghton College ab, später studierte sie Medizin an der Pennsylvania State University.
1985 begann Birx eine Karriere beim Verteidigungsministerium der Vereinigten Staaten als militärisch ausgebildete Klinikerin für Immunologie mit dem Fokus auf der Impfstoffforschung gegen HIV/AIDS. Von 1985 bis 1989 war sie stellvertretende Leiterin des Krankenhausimmunologiedienstes am Walter-Reed-Militärkrankenhaus. Sie arbeitet ab 1988 als Forschungsassistentin eng mit Robert Redfield. Von 1996 bis 2005 war Birx Direktorin des militärischen HIV-Forschungsprogramms der USA am Walter Reed Army Institute of Research. In dieser Funktion war Birx an der Leitung einer der einflussreichsten HIV-Impfstoffstudien (RV 144) beteiligt, die den ersten Beleg für die potenzielle Wirksamkeit eines Impfstoffs bei der Verhinderung einer HIV-Infektion lieferte. In dieser Zeit stieg sie auch in den Rang eines Colonels auf. Von 2005 bis 2014 war Birx Direktorin der Abteilung der Centers for Disease Control and Prevention für globales HIV/AIDS, welche einen Teil des Zentrums für globale Gesundheit dieser Behörde darstellt.
2014 wurde sie von Barack Obama zum United States Global AIDS Coordinator ernannt. Ihre Rolle war es dabei als Botschafterin bei der Erreichung der von Obama im Jahr 2015 festgelegten HIV-Präventions- und Behandlungsziele, um die AIDS-Epidemie bis 2030 zu beenden, mitzuwirken.
Im Zuge der COVID-19-Pandemie in den Vereinigten Staaten wurde Birx im Februar 2020 von US-Vizepräsident Mike Pence in die White House Coronavirus Task Force berufen.
Nach Kritik, sie habe zu Thanksgiving ihre Familie besucht, obwohl sie zuvor dazu aufgerufen hatte, auf Reisen zu verzichten, erklärte Birx ihren Rücktritt nach dem Amtsantritt von Joe Biden.

## Trivia
Während der regelmäßigen Pressekonferenzen von Präsident Trump, wurde von vielen Menschen sowie den Medien häufig über die farbenfrohen Schals von Birx diskutiert. Den Kleidungsstücken wurde von Fans sogar ein eigener Account auf Instagram eingerichtet.
Anfang August 2020 wurde Birx von US-Präsident Donald Trump wegen ihrer Warnhinweise zur COVID-19-Pandemie in den Vereinigten Staaten kritisiert.